# Zdravko Hebel
Zdravko Hebel (Zagabria, 21 gennaio 1943 – Zagabria, 12 agosto 2017) è stato un pallanuotista jugoslavo, vincitore di una medaglia d'oro a Città del Messico 1968.

## Carriera[2]

### Giocatore
È cresciuto nel VK Medveščak fino al 1962, anno in cui passò al HAVK Mladost.
Nel Mladost vinse diversi trofei tra cui quattro campionati jugoslavi, quattro Euroleghe, una Coppa delle Coppe e una Supercoppa LEN. 
Dal 1965 al 1969 ha giocato 68 partite con la nazionale jugoslava vincendo un oro alle Olimpiadi di Città del Messico 1968 e ai Giochi del Mediterraneo di Tunisi 1967.

### Post-ritiro
Dal 1991 al 2000 fu vicepresidente del Comitato Olimpico Croato per poi diventarne presidente dal 2000 al 2002.
Nel 1995 e dal 1999 al 2000 fu presidente del HVS.

## Palmarès

### Giocatore

#### Club
- Campionato jugoslavo: 4

Mladost: 1962, 1967, 1969, 1971
- Eurolega: 4

Mladost:1967-68, 1968-69, 1969-70, 1971-72
- Coppa delle Coppe: 1

Mladost: 1975-76
- Supercoppa LEN: 1

Mladost: 1976

#### Nazionale
- Oro olimpico: 1

Jugoslavia: Città del Messico 1968
- Oro ai Giochi del Mediterraneo: 1

Jugoslavia: Tunisi 1967